# سیارک ۲۴۱۳۸
سیارک ۲۴۱۳۸ (به انگلیسی: 24138 Benjaminlu، نامگذاری:1999VB81) بیست و چهار هزار و صد و سی و هشتمین سیارک کشف شده‌است که در ۴ نوامبر ۱۹۹۹ کشف شد.
قدر مطلق سیارک برابر ۱۰.۷ است.